# Василла (аэропорт)
Аэропорт Уасилла (англ. Wasilla Airport), (ИАТА: WWA, ИКАО: PAWS, FAA LID: IYS) — государственный гражданский аэропорт, расположенный в шести километрах к западу от центрального делового района города Уасилла (Аляска), США. Порт находится в 27 километрах по прямой и в 75,5 километрах по дороге от Анкориджа, крупнейшего города штата Аляска.

## Операционная деятельность
Аэропорт Уасилла расположен на высоте 108 метров над уровнем моря и эксплуатирует две взлётно-посадочные полосы:
- 3/21 размерами 1128 x 23 метров с асфальтовым покрытием;
- 3S/21S размерами 515 х 18 метров с гравийным покрытием.

В аэропорту базировалось 100 воздушных судов, все — однодвигательные самолёты.